# Sobre las olas (película)
Sobre las olas es una película biográfica musical mexicana de 1950 dirigida por Ismael Rodríguez y protagonizada por Pedro Infante, Beatriz Aguirre y Andrés Soler. Esta cinta retrata la vida del compositor Juventino Rosas.

## Reparto
- Pedro Infante como Juventino Rosas.
- Beatriz Aguirre como Lolita.
- Andrés Soler como Don Marcial Morales.
- Prudencia Grifell como Doña Calixta Gutiérrez de Alfaro.
- Antonio R. Frausto como Porfirio Díaz.
- Miguel Manzano como Juan de Dios.
- Beatriz Jimeno como Doña Carmelita Romero Rubio de Díaz.
- Bertha Lomelí como Ángela Peralta.
- Alicia Neira como Dolores.
- José Luis Jiménez como Pepe Reyna.
- Armando Acosta como Espectador en teatro (no acreditado).
- Norma Ancira (no acreditada).
- Daniel Arroyo como Invitado en reunión (no acreditado).
- Guillermo Bravo Sosa como Invitado a reunión (no acreditado).
- Emilio Brillas como Anunciador en fiesta de palacio (no acreditado).
- Jorge Chesterking como Invitado en reunión (no acreditado).
- José Chávez como Invitado en fiesta de palacio con turbante (no acreditado).
- Roberto Corell como Mayer, prestamista (no acreditado).
- Julio Daneri como Embajador de Turquía (no acreditado).
- Manuel de la Vega como Invitado en reunión (no acreditado).
- Irma Dorantes como Invitada a baile del palacio (no acreditada).
- Pedro Elviro como Levy, prestamista (no acreditado).
- Edmundo Espino (no acreditado).
- Magdalena Estrada como Pajarera (no acreditada).
- Mario García "Harapos" como Invitado a baile (no acreditado).
- Carmen Guillén como Invitada en fiesta del palacio (no acreditado).
- Leonor Gómez como Asistente de partera (no acreditada).
- Elodia Hernández como Invitada en fiesta del palacio (no acreditada).
- Carmen Manzano como Vendedora de flores (no acreditada).
- Blanca Marroquín como Macaria, sirvienta (no acreditada).
- Paco Martínez como Invitado en fiesta del palacio (no acreditado).
- Pepe Martínez como Invitado en reunión (no acreditado).
- Héctor Mateos (no acreditado).
- Esteban Márquez como Roberto (no acreditado).
- José Pardavé como un espectador en concierto (no acreditado).
- Salvador Quiroz como un teniente (no acreditado).
- Emma Rodríguez como una invitada a concierto (no acreditada).
- Humberto Rodríguez como Empleado del palacio (no acreditado).
- Félix Samper como Espectador en teatro (no acreditado).
- María Luisa Smith como Madre de Juventino (no acreditada).
- Manuel Sánchez Navarro como Mensajero del presidente (no acreditado).
- Lola Tinoco como Partera (no acreditada).
- Alfonso Torres como Anunciador de fecha conmemorativa (no acreditado).
- Pastor Torres (no acreditado).
- Manuel Trejo Morales como Capitán de barco (no acreditado).
- María Valdealde como Invitada a baile del palacio (no acreditada).
- Rafael Galindo cómo violinista en la orquesta